# Patrick J. Murphy
Pour les articles homonymes, voir Pat Murphy.
Patrick Joseph Murphy, né le 19 octobre 1973 à Philadelphie, est un militaire et homme politique américain membre du Parti démocrate. Élu de Pennsylvanie à la Chambre des représentants des États-Unis entre 2007 et 2011, il est sous-secrétaire à l'Armée des États-Unis de 2016 à 2017.

## Biographie
Murphy est né à Philadelphie le 19 octobre 1973, d'un père policier et d'une mère secrétaire juridique. Ses parents sont d'origine irlandaise. Il grandit dans le quartier de Northeast Philadelphia et réalise l'ensemble de ses études en Pennsylvanie. Il étudie au collège communautaire du comté de Bucks puis au King's college de Wilkes-Barre, avant d'obtenir un doctorat en droit de l'université Widener en 1999.

### Carrière militaire

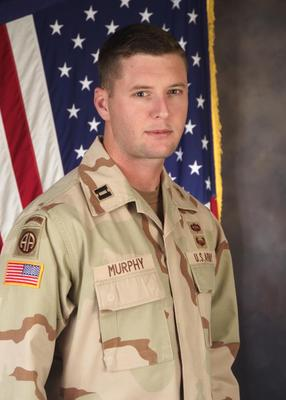
Patrick Murphy en uniforme.

Murphy s'engage dans l'armée américaine en 1993. Il participe à la guerre d'Irak au sein de la 82e division aéroportée. Il est décoré de la Bronze Star. En 2004, il quitte l'armée avec le grade de capitaine mais devient réserviste.

### Carrière politique
En 2006, il est élu à la Chambre des représentants des États-Unis avec 50,3 % des voix face au sortant Mike Fitzpatrick, un républicain modéré. Il profite de la vague démocrate anti-Bush et anti-guerre pour remporter le 8e district de Pennsylvanie, une circonscription indécise dans la banlieue de Philadelphie. Il devient le premier vétéran d'Irak à être élu au Congrès,. Il est réélu en 2008 avec 57 % des suffrages.
Au Congrès, il se spécialise dans les questions de défense. Il est l'un des principaux artisans de l'abrogation du Don't ask, don't tell, qui interdisait aux personnes homosexuelles et bisexuelles de servir ouvertement dans l'armée américaine.
En 2010, Murphy affronte à nouveau Fitzpatrick, qui fait une campagne plus à droite que par le passé. Les sondages donnent les deux hommes au coude-à-coude. Il est emporté par la vague républicaine de ces élections de mi-mandat, ne réunissant que 46,5 % des voix.
Il se présente en 2012 au poste de procureur général de Pennsylvanie. Lors de la primaire démocrate, il est battu par la procureure du comté de Lackawanna, Kathleen Kane, qui le devance de sept points.
Après sa défaite, il rejoint la chaîne MSNBC.
Le 4 janvier 2016, il devient sous-secrétaire à l'Armée au sein du département de l'Armée des États-Unis. Il agit provisoirement en tant que secrétaire, du 11 janvier au 17 mai 2016, le temps que la nomination d'Eric Fanning soit approuvée par le Sénat.

### Vie privée
Murphy est marié à Jenni, avec qui il a deux enfants. Le 12 mai 2015, la famille est à bord du train reliant Washington à New York lorsque celui-ci déraille près de Philadelphie, Murphy vient alors en aide aux blessés.